# Ayila Yussuf
Atanda Ayila Yussuf, född 4 november 1984 i Lagos, Nigeria, är en nigeriansk fotbollsspelare som senast spelade för den ukrainska klubben FC Dynamo Kiev och Nigerias fotbollslandslag.